# Destillerie Damoiseau
Die Distillerie Damoiseau ist eine Destillerie auf dem Gebiet der Gemeinde Le Moule in Guadeloupe (Französische Antillen). Die Destillerie produziert Rhum agricole, der aus vergorenem Zuckerrohrsaft gebrannt wird.

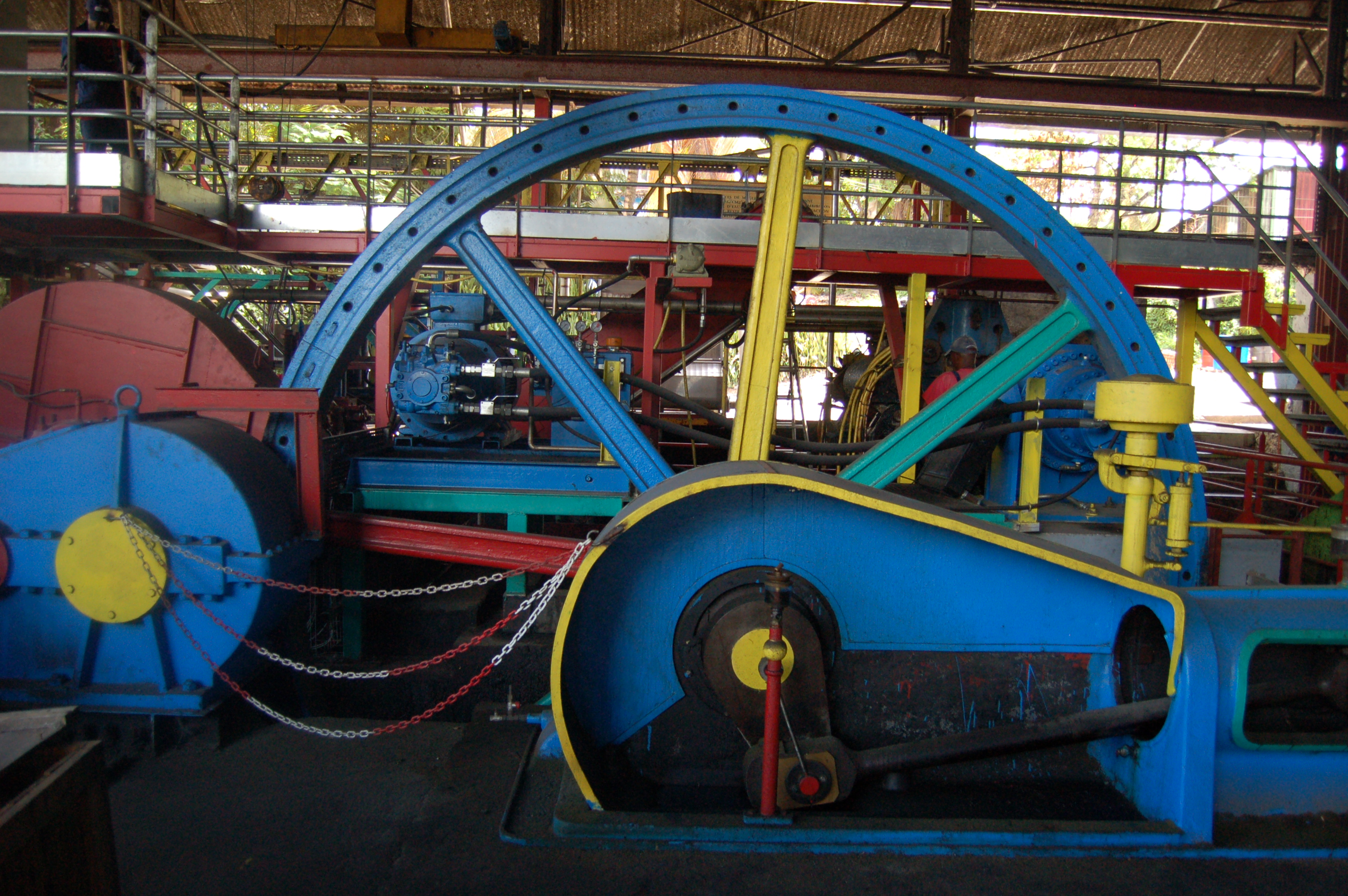
Distillerie Damoiseau

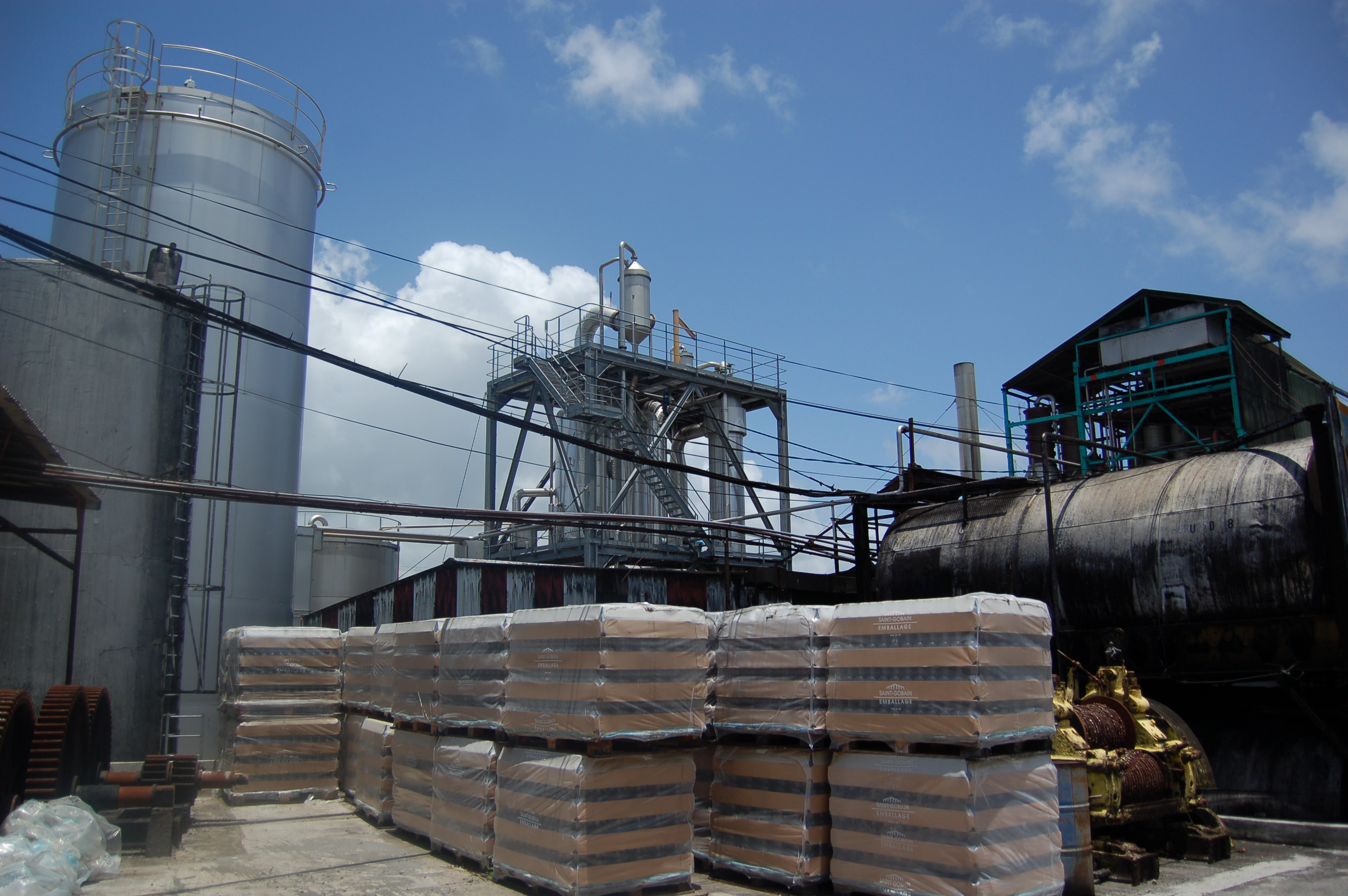
Firmengelände der Destillerie

## Geschichte
Das Landgut Bellevue und die Destillerie wurden gegen Ende des 19. Jahrhunderts gegründet. Roger Damoiseau erwarb die im April 1942.
Bis heute im Familienbesitz, wird dort Rhum agricole mit einem Alkoholgehalt von 40, 50 und 55 % und Rhum vieux (Rhum agricole, der mindestens drei Jahre gereift ist) produziert. Das Unternehmen wird von Hervé Damoiseau, dem Enkel von Roger, geleitet und ist die letzte verbliebene Destillerie auf Grande-Terre.

## Anekdote
Im Logo der Destillerie sind zwei schreitende Männer zu sehen, die ein Rumfass tragen. Eine beliebte Geschichte besagt, dass Guadeloupianer so lange nicht aufhören werden, Rum zu trinken, bis einer der beiden Träger seinen angehobenen Fuß auf den Boden setzen wird.